# Japán feketefenyő
A japán feketefenyő (Pinus thunbergii, japánul kuromacu, 黒松), vagy japán fenyő a fenyőfélék (Pinaceae) családjának hosszútűs fenyők (Pinus) nemzetségébe tartozó, terebélyes, kúpos koronájú, örökzöld fa. Hagyományos bonszai növény.

## Elterjedése
Észak-Kína, Japán és Korea területén őshonos növény.
A tengerpartok sziklás oldalain, a homokos föveny részein találhatjuk legnagyobb állományait. Jellemző a fajra, hogy vulkáni működés után visszamaradt meddő talajon megtelepedő növényzet egyik úttörője.

## Megjelenése
Magassága akár 30 méter is lehet. Kérge szürke, töredezett. Levelei tűk, merevek, 10 cm hosszúak, kettős csomókban simulnak a hajtásokhoz. Színük zöld. Porzós virágai sárgák, a termősek vörösek. A tobozok 7 cm hosszúak, tojásdadok, éretten szürkésbarnák.
Jellegzetes koronája széles kúp alakú, mely messze nyúló ágaival ernyőt alkot. Friss hajtásai világosabb színűek majdnem fehérnek tűnnek és ahogy öregszik úgy vált színt.

### Magyarországi megjelenése
Dísznövényként találkozhatunk vele. Fiatalabb korában évente 40 – 50 cm-t is nőhet. A növény télálló, de keményebb telek esetén fagyvédelmet igényel. A talajra kevésbé érzékeny a semleges vagy gyengén savanyú talajokat kedveli.

## Galéria

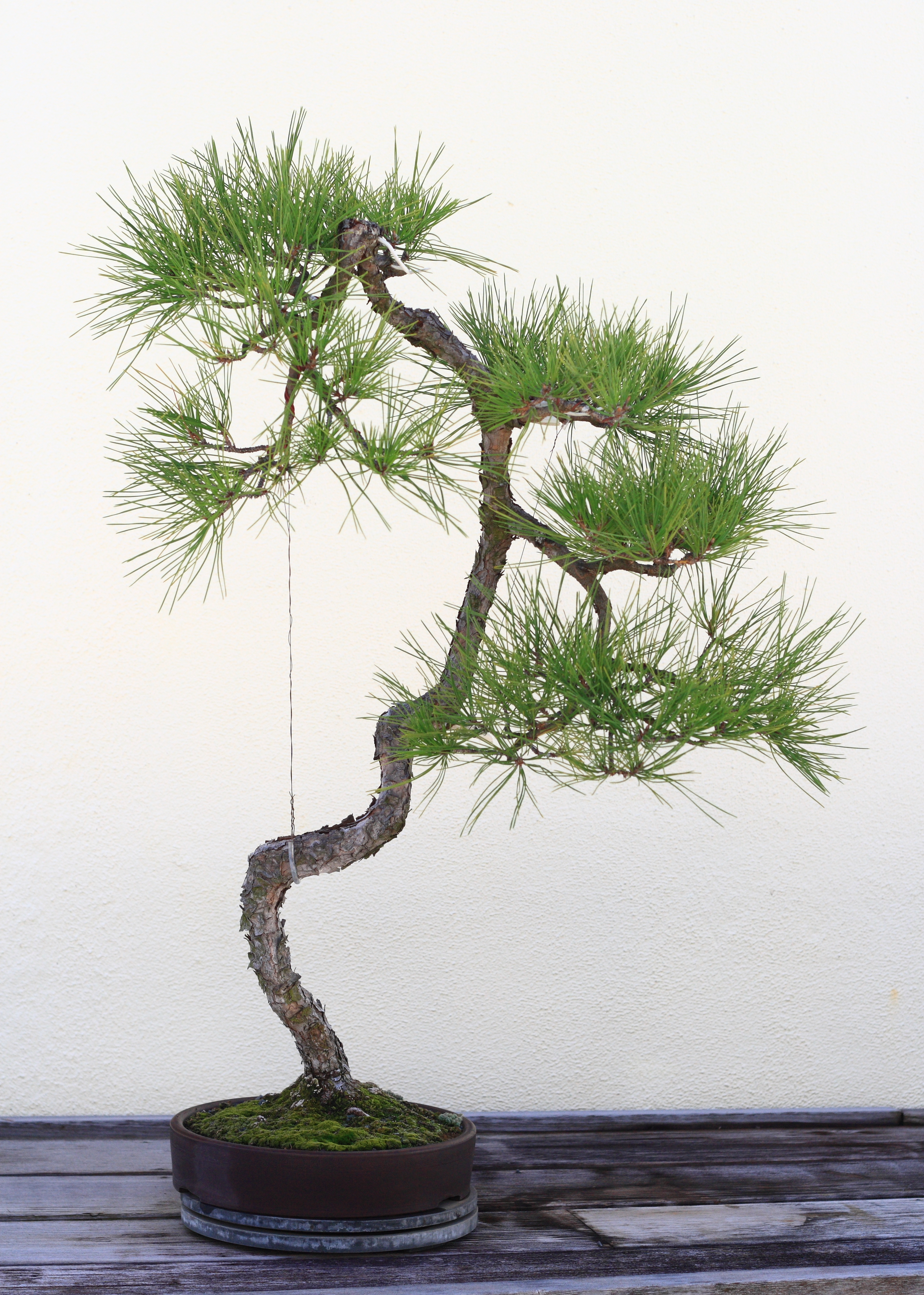
Japán feketefenyő bonszai fácska
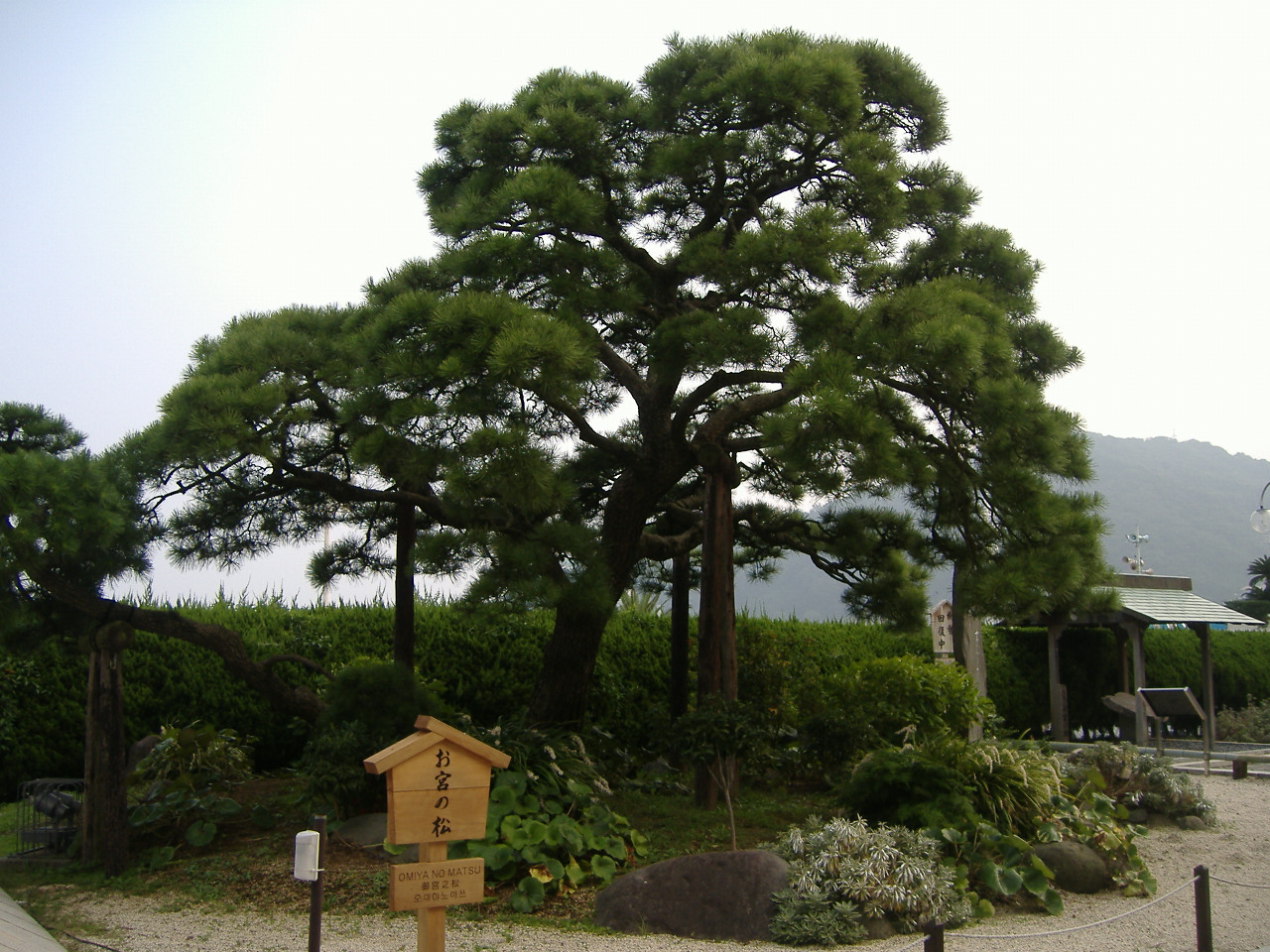
Japán feketefenyő habitusa (Atami, Japán)
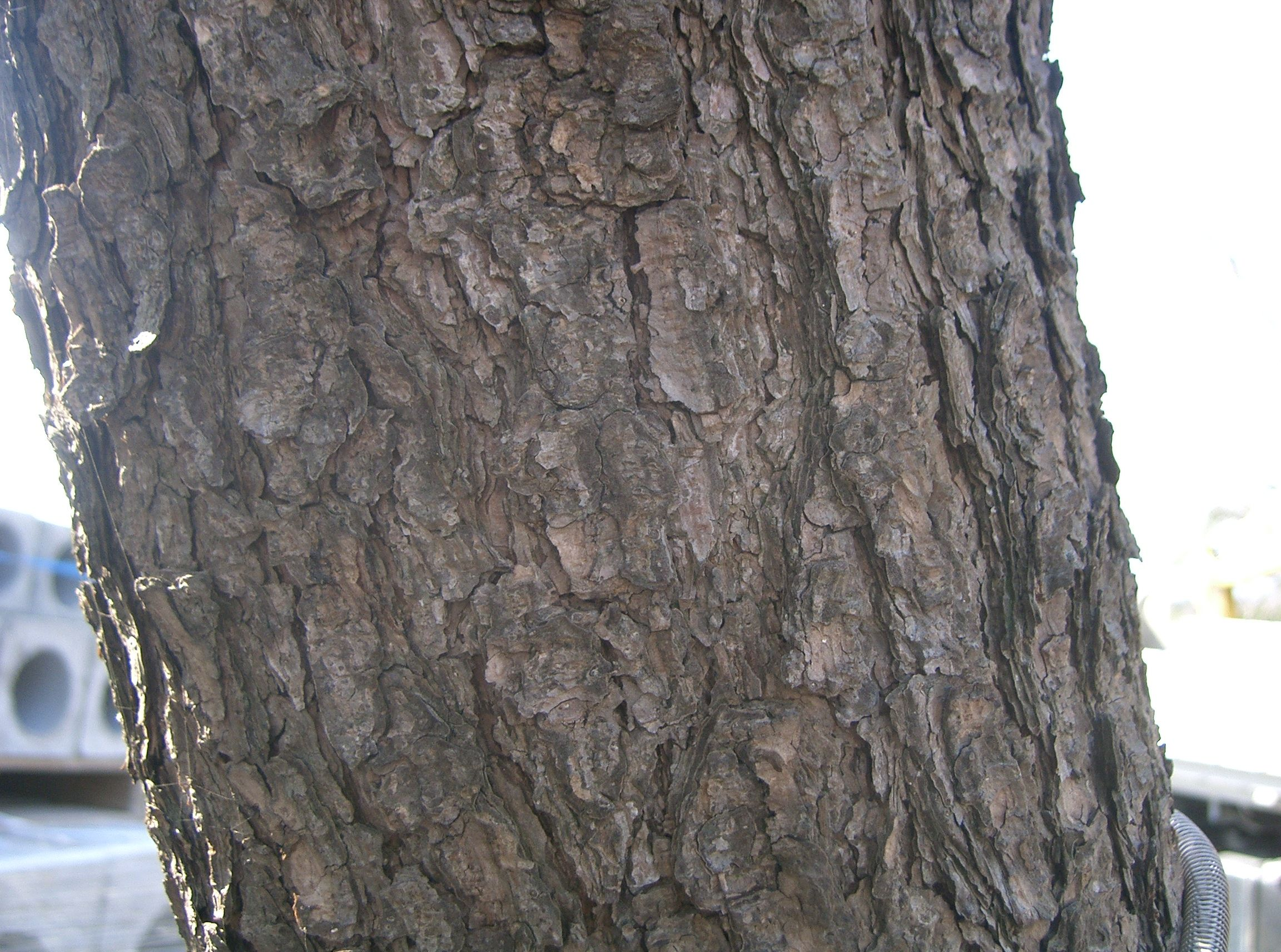
Szürke töredezett kérge
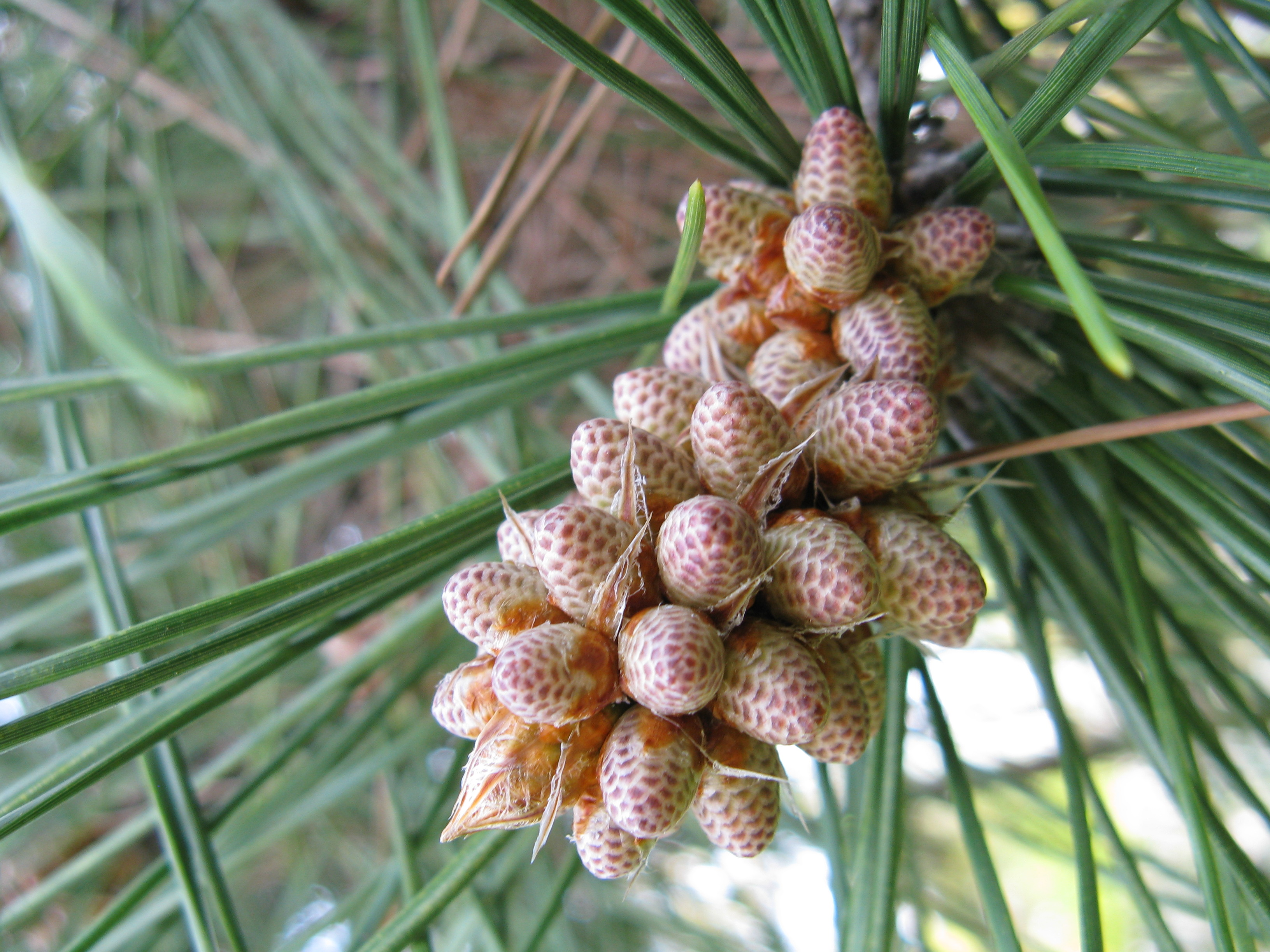
Toboztermése